# Oggetti non stellari nella costellazione del Cigno
Principali oggetti non stellari nella costellazione del Cigno.

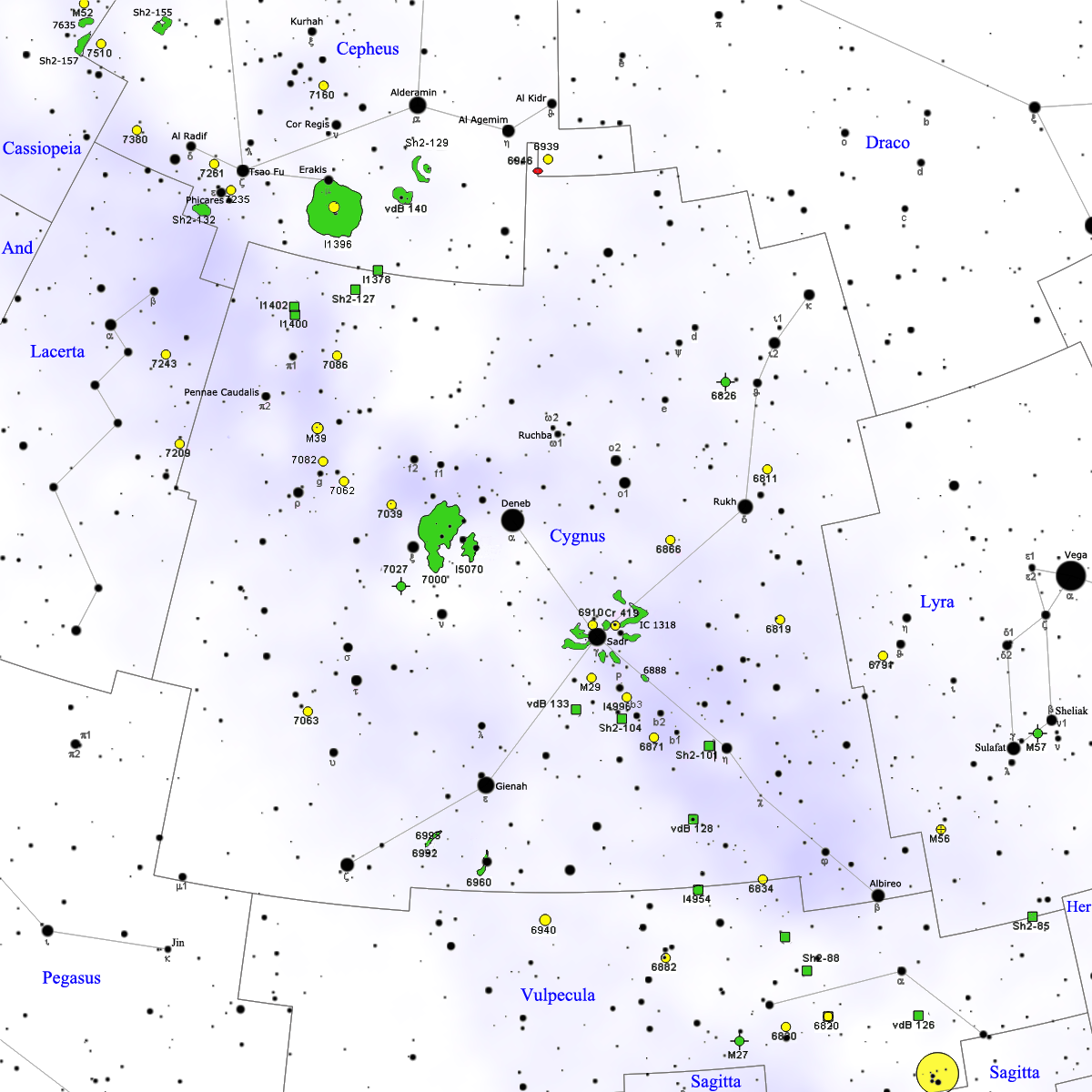
Mappa della costellazione del Cigno.

## Ammassi aperti
- Cr 419
- IC 4996
- IC 5146
- M29
- M39
- NGC 6811
- NGC 6819
- NGC 6866
- NGC 6871
- NGC 6910
- NGC 7062
- NGC 7063
- NGC 7082
- NGC 7086

## Nebulose planetarie
- Nebulosa Uovo
- NGC 6826
- NGC 6884
- NGC 7008
- NGC 7026
- NGC 7027
- NGC 7048

## Nebulose diffuse

Immagine in Hα della costellazione del Cigno, nella quale sono ben visibili le principali nebulose ivi presenti.

- Complesso nebuloso molecolare del Cigno

IRAS 20324+4057
- Cygnus X

- G65.2+5.7
- IC 1318
- IC 5076
- Nebulosa Nord America
- Nebulosa Pellicano
- Nebulosa Tulipano
- Nebulosa Velo
- NGC 6857
- NGC 6888
- NGC 6914
- Sh2-91
- Sh2-94
- Sh2-96
- Sh2-97
- Sh2-98
- Sh2-99
- Sh2-99
- Sh2-102
- Sh2-104
- Sh2-106
- Sh2-107
- Sh2-109
- Sh2-110
- Sh2-111
- Sh2-112
- Sh2-113
- Sh2-114
- Sh2-115
- Sh2-116
- Sh2-118
- Sh2-119
- Sh2-120
- Sh2-121
- Sh2-123
- Sh2-124
- Sh2-127
- vdB 128
- vdB 130
- vdB 132
- vdB 133
- vdB 134
- vdB 135
- vdB 136
- vdB 138
- vdB 144
- vdB 145
- vdB 147
- W58

## Nebulose oscure
- Barnard 147
- Fenditura del Cigno
- LDN 1014

## Galassie
- Cygnus A (radiogalassia)
- NGC 6801
- NGC 6946